# 日本女性医学学会
一般社団法人日本女性医学学会（にほんじょせいいがくがっかい、英名：The Japan Society for Menopause and Women's Health）は、更年期・老年期の生理、病理及び実地臨床に関する研究の進歩・発展を図ることを目的とした学会。1986年に任意団体産婦人科更年期研究会として発足、1992年に任意団体日本更年期医学会に名称変更、平成23年4月1日より現在の法人名に改めた。
事務局を東京都千代田区麹町5-1弘済会館ビルに置いている。
初代理事長：水沼英樹（弘前大学教授）
2代目理事長：若槻明彦（愛知医科大学教授）
現理事長：高松潔（東京歯科大学教授）

## 事業
- 学術集会・研修事業の開催、学会誌・出版物の刊行、各種学術的調査研究、各国関連学会との連絡・提携、日本学術会議・日本医学会・日本医師会・日本産科婦人科学会・その他諸団体との連携など[2]

## 活動状況
- 日本更年期医学会認定制度、学術集会、ワークショップ、学会誌・ニューズレターの刊行
- 特別プロジェクト　JNHS (Japan Nurse Health Study)[3]
- 更年期・中高年女性の健康向上のために、日本における大規模で信頼できるデータの集積を目的に各種の調査を実施中
- 日本女性における閉経および閉経の及ぼす長期予後に関する追跡調査
- HRT（ホルモン補充療法）に関するアンケート調査

## 学会誌
- 『日本更年期医学会雑誌』

## 刊行物
- 『ホルモン補充療法ガイドライン』（2009年6月）日本産科婦人科学会[4]との共同編集・監修
- 『更年期医療ガイドブック』（2008年11月）金原出版 ISBN 978-4-307-30098-8